# 联合国安全理事会决议
联合国安全理事会决议由安理会十五个会员国投票产生。在《聯合國憲章》（在第27條中）規定，非程序性事項的决议除了需要其中九个以上（含九个）的会员国决议通过之外，還需要五个常任理事国全部都没有使用否决权的情况下才能将其视为通过；而關於“程序事項”的決議草案可以在任何九名安理會成員投贊成票的基礎上通過。
五個常任理事國是中華人民共和國（1971年取代中華民國）、法國、俄羅斯（1991年取代解體的蘇聯）、英國和美國。
截至2025年7月29日，安理會已通過2,789項決議。

## 联合国宪章中提到的条款和职能
“決議”一詞並未出現在《聯合國憲章》的案文中。它包含許多提法，例如“決定”或“建議”，這意味著通過了未指定要使用的方法的決議。
《聯合國憲章》是一項多邊條約。它是在聯合國各機構之間分配權力和職能的憲法文件。它授權安全理事會代表成員採取行動，並作出決定和建議。憲章既沒有提到具有約束力的決議，也沒有提到不具有約束力的決議。國際法院在1949年“賠償”案中的諮詢意見表明，聯合國組織擁有明示和默示的權力。法院援引《憲章》第104條和第2條第5款，並指出成員國已授予本組織必要的法律權力，以按照《憲章》規定或默示的方式行使其職能和實現其宗旨，並同意給予本組織聯合國在根據《憲章》採取的任何行動中提供一切協助。
《憲章》第二十五條規定：“聯合國會員國同意依本憲章接受並執行安全理事會之決定”。聯合國法律出版物《聯合國機關慣例彙編》稱，在1945年在舊金山召開的聯合國國際組織會議期間，試圖將會員國根據《憲章》第25條承擔的義務限制在理事會未能根據《憲章》第六章、第七章和第八章行使特定權力。當時指出，這些義務也源於第24條第1款賦予安理會的權力，可以在行使維護國際和平與安全的責任時代表成員國行事。從這個意義上說，第24條成為一種權力來源，可以用來應對後續條款中更詳細的規定未涵蓋的情況。關於第24條的彙編說：“在1971年6月21日國際法院就納米比亞問題發表諮詢意見後，第24條是否賦予安全理事會一般權力的問題不再是討論的主題（國際法院報告，1971年，第16頁）”。
在行使其權力時，安理會很少費心引用其決定所依據的《聯合國憲章》的特定條款。如果沒有提及，則需要憲法解釋。這有時會導致關於什麼是決定而不是建議以及“根據本憲章”一詞的相關性和解釋的模糊性。
如果安理會無法就決議達成共識或通過表決，他們可能會選擇發表不具約束力的主席聲明而不是決議。這些是一致通過的。它們的目的是施加政治壓力——這是安理會正在關注並可能採取進一步行動的警告。
新聞聲明通常伴隨決議和主席聲明，帶有機構通過的文件的文本以及一些解釋性文本。他們也可以在一次重要會議後獨立發布。